# Phyllostachys propinqua
Phyllostachys propinqua är en gräsart som beskrevs av Mcclure. Phyllostachys propinqua ingår i släktet Phyllostachys och familjen gräs. Inga underarter finns listade i Catalogue of Life.